# 1347 هـ
1347 هـ هي سنة في التقويم الهجري امتدت مقابلةً في التقويم الميلادي بين سنتي 1928 و1929.

## مواليد
- عبد الله بن عقيل بن سليمان العقيل
- محمد بن صالح العثيمين
- جبريل بن يحيى حكمي
- عبد العزيز البدري - داعية ومفكر وفقيه عراقي.
- أحمد الوائلي - شاعر وعالم دين شيعي عراقي.
- مستور العصيمي - شاعر
- أحمد محمود نجيب
- سهراب سبهري
- شاكر بن هزاع العبدلي
- عبد الباسط يونس
- عبد التواب يوسف
- عبد السلام ياسين
- عبد العزيز بن عبد الله الخويطر
- علي بن حميد الفرعي
- عمر القاضي
- كاظم جواد
- كليفورد إدموند بوزورث
- كمال الصليبي
- محمد الطاهر رويس
- محمد رشاد سالم
- محمد سعيد رمضان البوطي
- مهدي أخوان ثالث

## وفيات
- جان أرتوركي
- سليم البخاري
- سيد أمير علي
- عزيز الرحمن الديوبندي
- علي الجميل
- محمد ابن أبي شنب
- يوسف أفندي السويدي
- عبد العزيز جاويش